# Герб Новодвинска
Герб Новодвинска — является официальным символом муниципального образования «Город Новодвинск» Архангельской области.

## Описание герба
«В серебряном поле с волнистой лазоревой оконечностью зелёная снежинка о шести длинных подобных еловым ветвям лучах, перемежающихся шестью же короткими заострёнными лучами. В вольной части - герб Архангельской области. Щит увенчан муниципальной короной установленного образца».

## Описание символики
Зелёная снежинка о шести длинных подобных еловым ветвям лучах, перемежающихся шестью же короткими заострёнными лучами и волнистая лазоревая оконечность — символизируют северный город.
Зелёный цвет символизирует жизнь и плодородие, а также лесные богатства и ведущие отрасли промышленности: лесоперерабатывающую и целлюлозно-бумажную.
Лазоревая оконечность символизирует реку Северную Двину, у которой стоит город.
Цвета герба перекликаются с исторической эмблемой города Новодвинска, утверждённой в 1982 году.
Золотая башенная корона о пяти видимых зубцах указывает на статус муниципального образования — городской округ.
Вольная часть с гербом Архангельской области указывает на территориальную принадлежность города Новодвинска к Архангельской области.

## История герба

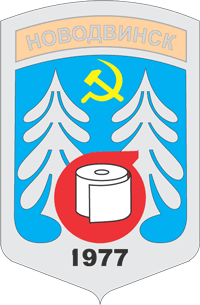
Эмблема 1982 года

Первая эмблема города Новодвинск была утверждена в 1982 году. Она имела следующий вид: в синем поле две ели, с наложенной на них красной ретортой с белым рулоном бумаги внутри. Над елями скрещенные золотые серп и молот. В оконечности дата получения статуса города — 1977.
Символика эмблемы гласит: «Две ели — исходный материал лесопильной, деревообрабатывающей и целлюлозно-бумажной промышленности — основной в городе. Реторта и вписанный в неё рулон бумаги символизируют лесохимию и продукт одного из крупнейших в стране Архангельского целлюлозного бумажного комбината — предприятия города. О том, что Новодвинск молодой советский город, указывает серп и молот и дата получения статуса города — „1977“.
Цвета синий и белый — символ расположение города на берегу Северной Двины.
Авторы эмблемы — Нелли и Валерий Таргонские.
22 ноября 2005 года Постановлением № 254 Мэр города Новодвинска был объявил конкурс на лучший проект герба и флага города Новодвинска.
22 февраля 2007 года Совет депутатов Муниципального образования третьего созыва своим Решением № 105 «Об установлении официальных символов муниципального образования «Город Новодвинск» утвердил герб муниципального образования «город Новодвинск».
В июле 2007 года герб Новодвинска внесен в  Государственный геральдический регистр Российской Федерации  под № 3439.
Автор герба: Олег Алиев (Свириденко), город Вологда.